# Ramsau bei Berchtesgaden
Ramsau bei Berchtesgaden es un municipio del distrito de Berchtesgadener Land, estado federado de Baviera, Alemania. Dos tercios de su territorio forman parte del parque nacional de Berchtesgaden.

## Descripción
Su localización, con bellos e impresionantes paisajes, hacen que el turismo sea la principal actividad económica del pueblo. Desde 1870 existe una "asociación de embellecimiento" para promover el turismo en la región. Su clima se considera terapéutico para personas con enfermedades respiratorias, por lo que atrae visitantes durante todo el año. Miembros de la casa de Wittelsbach eran visitantes frecuentes del lugar.
Al oeste de Ramsau se encuentra el pintoresco lago Hintersee. A este lago se llega por un sendero que atraviesa el llamado Zauberwald (bosque mágico), un bosque que crece entre escarpadas rocas de aspecto romántico. El Hintersee ha sido pintado por varios paisajistas, notablemente por Carl Rottmann.
El autor de famoso villancico navideño "Noche de paz", Joseph Mohr, vivió en Ramsau unos años antes de su composición.

## Galería

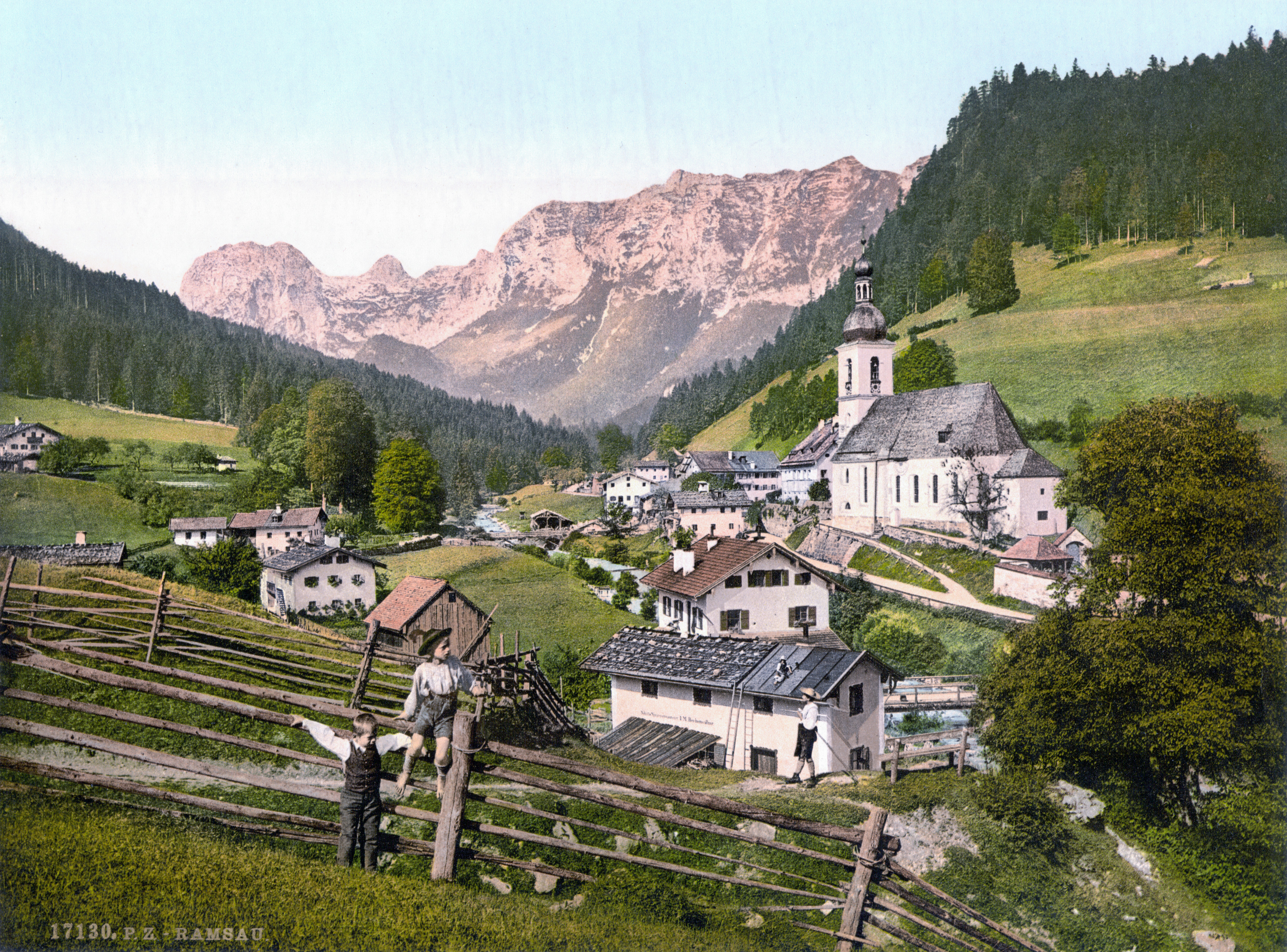
Ramsau en 1900.
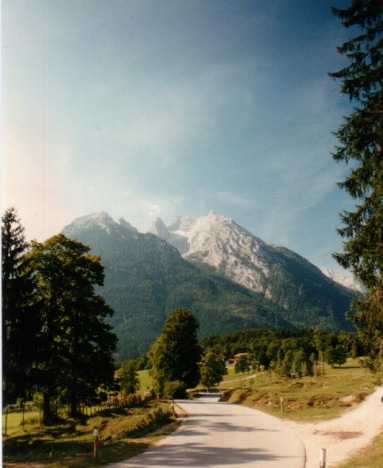
Camino cerca de Ramsau.
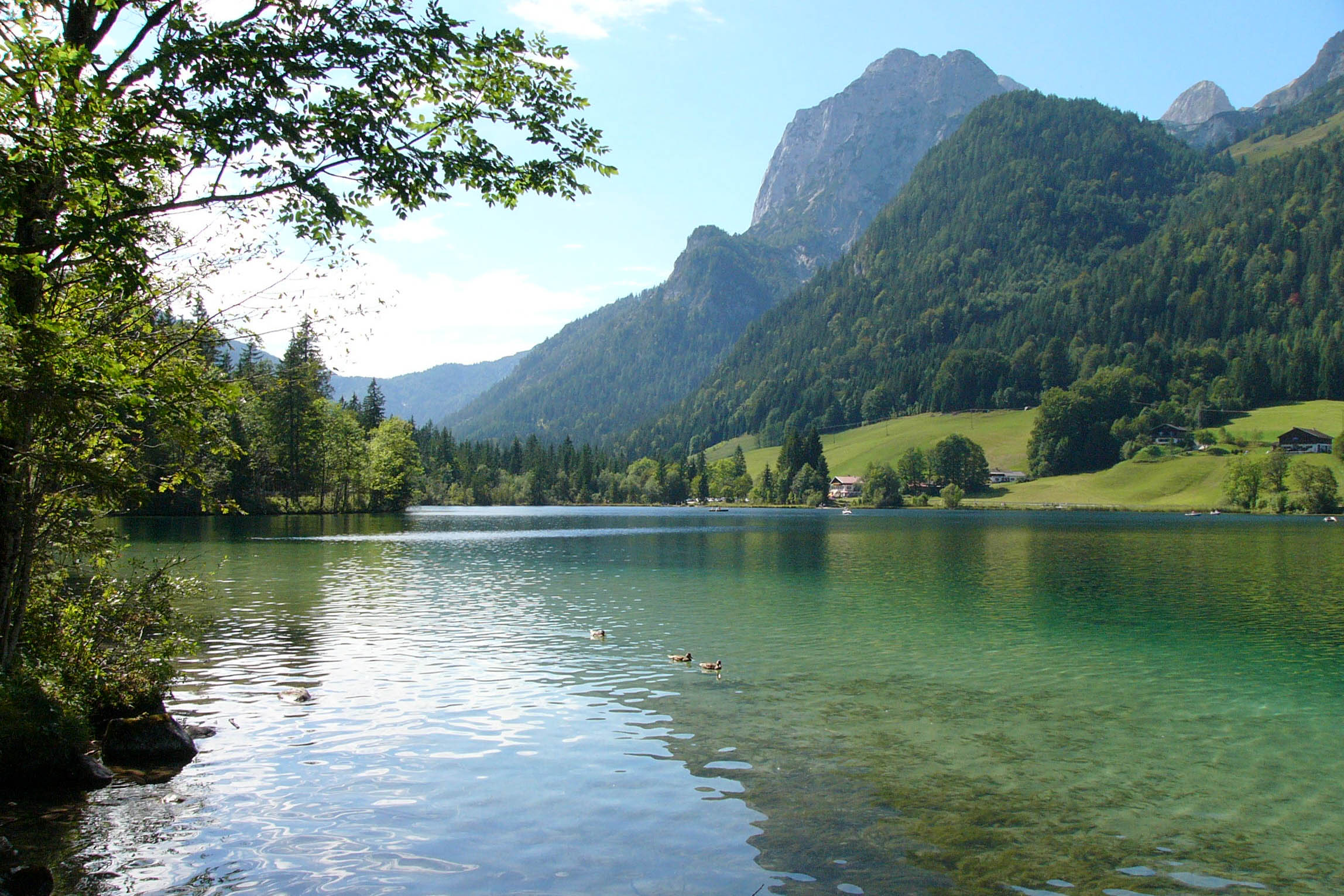
Vista del Hintersee.